# Aguirre, der Zorn Gottes
Aguirre, der Zorn Gottes ist ein Abenteuerfilm des deutschen Regisseurs Werner Herzog aus dem Jahr 1972. Die deutsche Premiere des Films war am 29. Dezember 1972.

## Handlung
Der Film schildert eine fiktive Expedition spanischer Konquistadoren im 16. Jahrhundert, die das legendäre Goldland Eldorado im Urwald des Amazonas ausfindig machen wollen. Nach der abenteuerlichen Überquerung der Anden erreichen die Eroberer, die von peruanischen Hochlandindianern als Träger begleitet werden, unter der Führung von Gonzalo Pizarro den Dschungel und die Sümpfe des Tieflandes.
Nachdem die Expedition zu Lande kaum vorangekommen ist, wird auf Befehl Pizarros eine 40 Mann starke Gruppe zusammengestellt, die auf Flößen nach Proviant suchen und eine Route ausfindig machen soll. Der Voraustrupp wird von Don Pedro de Ursúa geführt, zu seinem Stellvertreter wird Lope de Aguirre ernannt. Zu der Gruppe gehören auch der Franziskanerpater Gaspar de Carvajal, der die Expedition als Missionar und Chronist begleitet und ein Tagebuch führt (das im Film die Rolle des Erzählers übernimmt), sowie zwei weibliche Personen, nämlich Ursúas Geliebte Inez de Atienza und Aguirres Tochter Flores.
Während der ersten Rast der Gruppe am Flussufer werden alle Flöße durch ein Hochwasser fortgespült und es scheint klar, dass die Männer nun auf dem Landweg umkehren müssen. Doch der Unterführer Aguirre, der die Macht an sich reißen und die Expedition auf eigene Faust fortsetzen will, nutzt die Angst der Männer vor im Urwald vermuteten Indios und ihre Begierde, das sagenhaft reiche Eldorado als Erste zu erreichen, und zettelt eine Meuterei an. Ursúa wird angeschossen und in Ketten gelegt, seine Gefolgsleute getötet oder eingesperrt. Um seine Position innerhalb der Gruppe zu legitimieren und zugleich die Brücken hinter sich und der Mannschaft unwiderruflich abzubrechen, lässt Aguirre von dem Priester einen Brief an König Philipp von Kastilien aufsetzen, in dem sich alle Meuterer von Spanien lossagen. Anschließend wird Don Fernando de Guzmán, eine Marionette Aguirres, zum „Kaiser von Eldorado“ ausgerufen.
Pedro de Ursúa wird in einem Schauprozess, dem Carvajal vorsitzt, aus vorgeschobenen Gründen zum Tode verurteilt, aber vom Kaiser entgegen Aguirres Absicht zunächst begnadigt. Die Männer bauen nun ein neues, größeres Floß und die Gruppe setzt ihre Expedition fort. In der Folge wird die Mannschaft durch Nahrungsmangel und vom Ufer her von Indianern abgeschossene Giftpfeile immer stärker dezimiert. Auch intern gibt es Konflikte. Aguirre versetzt die Gefährten mit seiner tyrannischen und gereizten Art in Angst. Inez setzt sich mutig für das Leben ihres verwundeten Geliebten ein, der selbst kein Wort mit den Meuterern spricht. Unterhaltung bieten die Klänge des peruanischen Panflötenspielers, der sie als Sklave zusammen mit einem Dolmetscher und einigen Trägern begleitet.
Die meisten Amazonasanrainer sind den Eindringlingen feindlich gesinnt. Mit Schüssen und dem Donner der mitgeführten Kanone versuchen die Reisenden, Angreifer zu vertreiben, und plündern in der Hoffnung auf Nahrungsvorräte mehrere verlassene Dörfer am Weg. Zwei Eingeborene, die sich auf einem Boot ausnahmsweise friedlich nähern und die Europäer als Götter begrüßen, werden von den Spaniern umgebracht, weil diese ihr Verhalten als gotteslästerlich empfinden: Einer der Indios hatte die vom Missionar überreichte Bibel nach dem Versuch, an dem Buch zu lauschen, um das „Wort Gottes“ zu hören (als das sie der Priester bezeichnet hatte), erschrocken zu Boden fallen lassen.
Guzmán geht ganz in seiner lächerlichen Rolle als Kaiser auf, lässt sich von dem schwarzen Sklaven Okello bedienen und nimmt im Vorbeifahren Ländereien in Besitz. Während alle anderen hungern, speist er fast ununterbrochen und macht sich durch sein Verhalten unbeliebt. Schließlich wird er von Unbekannten mit einer Schlinge auf dem Abort erwürgt. Aguirre nimmt die Ermordung des Kaisers zum Vorwand, um den gefangenen Ursúa, den er von Anfang an hatte töten wollen, von seinem Schergen Perucho in den Wald bringen und aufhängen zu lassen. Bei einem Gefecht in einem Kannibalendorf verlässt kurze Zeit später die verzweifelte Inez, die die von Aguirre ausgehende Gefahr als Einzige von Beginn an klar erkannt hatte, die Gruppe und verschwindet im Urwald.
Ein Erfolg der Expedition wird immer unwahrscheinlicher, jedoch ist der point of no return längst überschritten. Die Männer trinken das Flusswasser und bekommen Fieber. Ein großes Schiff, das im Urwald auf einem Baumwipfel hängt, scheint die Nähe der ersehnten Küste zu verheißen, doch die Männer halten es für eine Wahnvorstellung. Die Reden ihres Führers, der von dem Wunsch getrieben ist, in Eldorado mit seiner Tochter eine Dynastie zu gründen und von dort aus Peru, Panama, Mexiko und die ganze Neue Welt zu erobern, bleiben wirkungslos. Schließlich wird auch Aguirres Tochter vom Ufer her von einem Pfeil getroffen und stirbt in den Armen ihres Vaters. Zum Ende des Films steht Aguirre als letzter Überlebender auf dem über das Wasser gleitenden Floß und erklärt seine Eroberungspläne einer Meute Dunkler Totenkopfaffen, die von den Mangrovenwäldern her auf das Floß gestiegen sind und sich nicht vertreiben lassen.

## Hintergrund
Die Rolle des Lope de Aguirre hatte Werner Herzog ganz bewusst Klaus Kinski (1926–1991) auf den Leib geschrieben:

„Daß Kinski diese Rolle spielen sollte, stand schon fest, als ich das Drehbuch schrieb – in zweieinhalb Tagen, während ich mit meinem Fußballverein unterwegs war und alle um mich herum schon ab Salzburg betrunken waren und obszöne Lieder sangen. Ich habe das Drehbuch fast vollständig mit der linken Hand getippt, mit der rechten mußte ich einen Betrunkenen abwehren, der sich schließlich auch über einen Teil der geschriebenen Seiten erbrach. Dann schickte ich das Buch Kinski mit der Post, und zwei Tage später kam nachts um drei dieser bizarre Anruf: Zuerst hörte ich nur unartikulierte Schreie, und ich wußte gar nicht, wer es war. Aber es klang so merkwürdig, daß ich nicht auflegte. Dann begriff ich, daß es Kinski war und daß er begeistert war, und während dieser ganzen halben Stunde kam ich nur dazu, vier Worte zu sagen: ‚Wo treffen wir uns?‘“

Die äußeren Voraussetzungen, unter denen der Film entstand, waren ungünstig. Das Budget war mit 370.000 Dollar deutlich zu niedrig angesetzt; etwa ein Drittel davon wurde allein für Kinskis Gage verbraucht. Die Anzahl der Darsteller war sehr klein, sodass in Großszenen oft fast nur Komparsen und Statisten (peruanische Indigene der Kooperative Lauramarca) zu sehen sind. Die Kamera will Herzog aus dem Filmmuseum München gestohlen haben – in Wirklichkeit hatte er sie wohl von Alexander Kluge ausgeliehen. Die 350 Affen aus der Schlussszene brachte Herzog auf einem Flugplatz unter dem Vorwand an sich, er sei Tierarzt.
Herzog schonte bei den Dreharbeiten weder seine Schauspieler noch sich selbst. Die Hochlandindianer versorgten die Gruppe mit ausreichend Cocablättern, um die Strapazen besser auszuhalten. Neben den schwierigen Umweltbedingungen wurde am Set vor allem Kinski zum Problem: Er brachte immer wieder durch Meinungsverschiedenheiten mit Herzog sowie Wutausbrüche und Tobsuchtsanfälle die Produktion in Gefahr. Nach Berichten von Drehteilnehmern bedrohten Herzog und Kinski einander bei einer Gelegenheit sogar mit Waffengewalt. Im Dokumentarfilm Mein liebster Feind erklärt Herzog, Kinski habe die Dreharbeiten verlassen wollen, und er (Herzog) habe ihm daraufhin gedroht, ihn und anschließend sich selbst mit seinem Gewehr umzubringen.
Der Film ist geprägt durch diese Probleme, die zu vielen Fehlern, Schwächen und Längen führen. Sie sind zugleich seine Stärke. Herzog gelingt es, eine stilisierte Handlung voller symbolischer Anspielungen auf historische Ereignisse in einem quasi-dokumentarischen Stil zu erzählen. Auf Spezialeffekte und Studioaufnahmen wird verzichtet, die Naturschauplätze können dadurch umso beeindruckender und überzeugender wirken. Viele Szenen entstanden aus tatsächlichen Begebenheiten vor Ort. So baute Herzog etwa ein überraschend einsetzendes Hochwasser, das ganze Flöße der Crew vernichtete, spontan in die Handlung des Films ein. Auch das hoch auf einem Baum hängende Schiff am Schluss des Films kam im Drehbuch nicht vor. Herzog ließ die Attrappe aus Holz und anderen massiven Materialien von 15 bis 18 Männern anfertigen und auf ein Gerüst hieven, das um einen hohen Baum herum errichtet worden war, um die Grenze zwischen Halluzination und Wirklichkeit im Film aufzuheben.
Trotz aller Stilisierung und der unwirklich düsteren Stimmung erweckt der Film in vielen Phasen eher die Atmosphäre einer Dokumentation denn einer Inszenierung. Insgesamt weicht der Schluss stark von der Drehbuchfassung ab. Nach Herzogs Erinnerung (das Originaldrehbuch ist verloren) sollte das Floß laut Drehbuch eigentlich den Atlantik erreichen und von den Gezeitenwellen immer wieder in den Amazonas zurückgetragen werden, wobei ein Papagei „El Dorado, El Dorado“ rufen sollte. Francis Ford Coppola äußerte später in einem Interview, Herzogs Film habe großen Einfluss auf seinen Film Apocalypse Now gehabt.

## Historische und literarische Vorlagen
Idee und Handlung des Films Aguirre, der Zorn Gottes basieren vage auf der Lebensgeschichte des baskischen Abenteurers Lope de Aguirre und einer tatsächlichen Amazonasexpedition, die im Jahr 1560 unter der Führung von Pedro de Ursúa von Peru aus aufbrach, um Eldorado zu finden. Damit teilweise vermischt sind historische Bezüge zu der 20 Jahre früher stattgefundenen ersten Amazonasreise Francisco de Orellanas (hierher stammen die Figuren Gonzalo Pizarros und Pater Carvajals sowie das Motiv des vorgeschickten und auf eigene Faust flussabwärts weiterreisenden Voraustrupps). Der Film bemüht sich aber nicht um eine Rekonstruktion historischer Geschehnisse, sondern erzählt eine fiktive Geschichte, die durch die historische Kulisse, die Historizität der Namen vieler der handelnden Personen und diverse historische Anspielungen (so zeichnet beispielsweise die Begegnung mit den beiden Eingeborenen im Boot die historische Begegnung zwischen Francisco Pizarro und dem letzten Inkaherrscher Atahualpa nach) besonderen Reiz gewinnt. In der Zeichnung des Protagonisten als diabolisch-getriebenen „Engel des Bösen“ lehnt sich Herzogs Film an die fiktionalisierte Biographie Aguirres in dem 1947 auf Spanisch und 1966 in deutscher Übersetzung erschienenen Roman El camino de El Dorado (deutsch: Rauch über El Dorado) des venezolanischen Autors Arturo Uslar Pietri an. Aus der Tatsache, dass der historische Aguirre eine schillernde und vielfach legendär entrückte Gestalt ist, die schon in den Quellen als irrsinnig und erfüllt von kaum begreiflicher Bosheit geschildert wird, entwickelt Herzog ein surrealistisches Psychogramm der Hauptfigur.
Ebenso wie Coppolas Apocalypse Now ist auch bereits Herzogs Aguirre in Teilen von Joseph Conrads Erzählung Herz der Finsternis (1899) inspiriert, die die psychedelische Flussreise eines englischen Seemanns zum Versteck des Elfenbeinhändlers Kurtz schildert, der im afrikanischen Dschungel über ein unwirklich scheinendes Reich des Bösen herrscht.
Anders als in Herzogs Film angedeutet, gelang es dem historischen Lope de Aguirre tatsächlich, mit den Überlebenden der Expedition auf Schiffen die Mündung des Amazonas zu erreichen. Er setzte die Reise auf dem Seeweg Richtung Panama in der unrealistischen Absicht fort, einen allgemeinen Aufstand gegen die Krone zu entfachen. Wegen seiner grausamen Mordtaten gefürchtet, führte er in den von ihm eingenommenen Inseln und Ortschaften ein schreckliches Regiment, bis er im Oktober 1561 in Venezuela von spanischen Truppen überwältigt und anschließend von seinen eigenen Anhängern getötet wurde.
Ein Lope de Aguirre zugeschriebenes Zitat diente als Vorlage für den Filmtitel. Als sich Aguirre im März 1561 (also erst nach der im Film gezeigten Expedition) zum Herrscher über Peru, Tierra Firme (Isthmus von Panama) und Chile ausrief, soll er der Chronik des Toribio de Ortiguera (1585/1586) zufolge gesagt haben: „Ich bin der Zorn Gottes, der Fürst der Freiheit, Herr von Tierra Firme und den Provinzen von Chile“.

## Kritiken
- Lexikon des Internationalen Films: „Ein vielschichtiger Abenteuerfilm über eine monströse Führerfigur, über Imperialismus, Größenwahn und Irrsinn, in einer beispielhaften Inszenierung, die um authentische Erzählweise bemüht ist. Der Stoff geht auf eine historische Chronik zurück und wurde an Originalschauplätzen verfilmt.“[10]
- Heyne Filmlexikon: „Eine Sternstunde der Zusammenarbeit zwischen Werner Herzog und Klaus Kinski. Bildgewaltiges Epos um Imperialismus und Größenwahn.“
- Der Film wurde von der Filmbewertungsstelle Wiesbaden mit dem „Prädikat wertvoll“ ausgezeichnet. Im FBW-Gutachten von 1972 heißt es u. a.: „… vor allem die Eingangssequenzen des Abstiegs über die Anden, die Aufnahmen vom tosenden Urwaldstrom und die ersten Szenen von der Floßfahrt sind außerordentlich eindrucksvoll. Die schauspielerische Leistung dagegen ist durchweg farblos und gestelzt; vor allem die Darstellerinnen der Frauenrollen, deren Funktion im Film nicht erkennbar wird, sind nichts anderes als Kleiderpuppen. Selbst unter der Voraussetzung, daß der Regisseur für den Hauptdarsteller Klaus Kinski einen Typ ausgesucht hat, der als monomanische Filmstereotype vorgeprägt ist, bleibt das Auftreten dieses Schauspielers marionettenhaft.“
- Die Frankfurter Allgemeine Zeitung schrieb zur Premiere: „Herzog hat sich alles versprochen, als er sich für die Rolle des Besessenen den als Wüterich katalogisierten deutschen Darsteller Klaus Kinski verschrieb. Maske und Medusenblick dieses Mimen mögen noch so treffend zur Rolle passen – das Spiel des behelmten Wüterichs drückt nicht den geistigen Gehalt aus, der den Film bedeutend zu machen vermöchte, Gottes Zorn. Der Paroxysmus, daß ein Besessener, im metaphysischen Sinne Böser, durch sein Wüten die Expedition, die nach Gold giert und religiöse Bekehrung ideologisch vorgibt, ins Gericht Gottes führt, wird fast verschenkt. In Kinskis Wüten ist zu viel Theaterdonner. Da zürnt kein Gott.“[11]
- Die Süddeutsche Zeitung nannte Herzogs Film „ein farbenprächtiges, körpergewaltiges Bewegungsgemälde.“[12]

## Sonstiges

### Beinahe-Unglück des Drehteams
Am 23. Dezember 1971 sollte ein Drehteam von Lima aus nach Pucallpa zu Dreharbeiten im peruanischen Urwald starten, wetterbedingt wurden aber sämtliche Flüge gestrichen. Nachdem es am folgenden Tag mit LANSA-Flug 508 nur einen einzigen Flug auf dieser Route gab, war dieser völlig überlaufen und Herzog gelang es trotz großer Mühen nicht, Plätze für sich und sein Team zu bekommen. Durch diesen widrigen Zufall entkam das Filmteam einer Katastrophe: Die Maschine geriet in ein Unwetter und zerbrach in der Luft. Einzige Überlebende war die damals siebzehnjährige Juliane Koepcke. Nach persönlichen Gesprächen mit ihr drehte Herzog Jahrzehnte später den Dokumentarfilm Julianes Sturz in den Dschungel, der von diesem Unglück und Koepckes Rettung handelt und im Frühjahr 2000 im deutschen Fernsehen erstmals gezeigt wurde.

### Beinahe-Verlust des Drehmaterials
2018 bemerkte Herzog zur Entstehungsgeschichte:

„Übrigens […] – bei dem Film Aguirre ist das gesamte belichtete Negativ verschwunden, auf dem Weg nach Mexiko. Das Kopierwerk hat Stein und Bein geschworen, dass es nie gekommen ist. Und wir hatten den Verdacht, es liegt wohl noch irgendwo in Lima am Flugplatz herum, und [mein Bruder] *) hat es entdeckt. Das lag draußen im Freien, einfach in die Sonne geworfen, wochenlang schon. War noch nicht kaputt.“

## Auszeichnungen
Thomas Mauch erhielt den Deutschen Filmpreis für seine Kameraführung und den Preis der US-amerikanischen National Society of Film Critics, während der Film 1975 den französischen Étoile de Cristal als bester ausländischer Film (Prix International) erhielt. Die französischen Filmkritiker verliehen dem Film die Auszeichnung Prix Léon Moussinac als bester ausländischer Film 1976. Im selben Jahr war er für den César in der gleichen Kategorie nominiert.
Aguirre, der Zorn Gottes wurde in die Time-Auswahl der besten 100 Filme von 1923 bis 2005 gewählt.

## Synchronisation
- Erzähler / Bruder Gaspar de Carvajal: Claus Biederstaedt
- Don Lope de Aguirre: Gerd Martienzen
- Don Fernando de Guzmán: Heinz Theo Branding
- Don Gonzalo Pizarro: Edgar Ott
- Don Pedro de Ursúa: Lothar Blumhagen
- Okello: Uwe Paulsen
- Perucho: Dieter Ranspach
- Der Geköpfte: Michael Chevalier
- Balthasar / Runo Dimac: Christian Brückner
- Inez: Uta Hallant
- Flores: Uta Hallant[15]